# Коленочело (Рим)
Коленочело је насеље у Италији у округу Рим, региону Лацио.
Према процени из 2011. у насељу је живело 776 становника. Насеље се налази на надморској висини од 79 м.